# Проблеск гениальности
«Про́блеск гениа́льности» (англ. Flash of Genius) — биографический фильм-драма, снятый режиссёром Марком Абрахамом в 2008 году.

## Сюжет
Теглайн фильма: «У корпораций были время, деньги и сила. У Роберта Кёрнса была только правда» .
Фильм рассказывает историю борьбы учителя колледжа Роберта Кёрнса против автомобильной корпорации Ford.
Роберт Кёрнс изобрёл прерыватель работы стеклоочистителя и предложил его крупной компании, но его изобретение отвергли. А в 1967 году, украв идею, компания без ведома Кёрнса стала использовать его изобретение на автомобилях. Тогда Кёрнс подал в суд на корпорацию, начав многолетний заведомо безнадёжный судебный процесс.

## В ролях
| Актёр          | Роль               |
| -------------- | ------------------ |
| Грег Киннир    | Роберт Кёрнс       |
| Лорен Грэм     | Филлис Кёрнс       |
| Дермот Малруни | Джил Превик        |
| Алан Алда      | Грегори Лоусон     |
| Митч Пиледжи   | Маклин Тайлер      |
| Джейк Абель    | Деннис (в 21 год)  |
| Билл Смитрович | судья Майкл Фрэнкс |
| Тим Келлехер   | Чарли              |

## Награды и номинации
| Награды и номинации  | Награды и номинации | Награды и номинации | Награды и номинации |
| Награда              | Категория           | Номинирован(а)      | Итог                |
| -------------------- | ------------------- | ------------------- | ------------------- |
| Boston Film Festival | Лучший актёр        | Грег Киннир         | Победа              |